# محاري كوبي
محاري كوبي (الاسم العلمي: Pleurotus cubensis) هو نوع من الفطريات يتبع جنس المحاري من فصيلة المحارية.